# 松崎天民
松崎 天民（まつざき てんみん、1878年5月18日 - 1934年7月22日）は、日本の作家、新聞記者。
都市風俗、特にアンダーグランドの探訪を得意とし、『淪落の女』『銀座』などを著した。神戸事件の滝善三郎は祖母の弟。

## 略歴
岡山県真庭市（真庭郡落合町）生まれ。名は市郎。15歳で母親を亡くす。
学歴は小学校4年修業であるが、生来、文才があり、1900年、大阪新報をふりだしに、大阪朝日新聞、上京して国民新聞、東京朝日新聞、毎夕新聞、都新聞、二六新聞、中央新聞などで27年間の新聞記者生活をすごした。一方、35歳（1912年）のとき、浅草区千束町の私娼窟（いわゆる十二階下）をテーマにした『淪落の女』を著し、その叙情的名文で読者を酔わせた。
1928年からは雑誌『食道楽』を発行した。料理ジャーナリストのほとんど最初のひとでもある。料理ジャーナリストは松崎以前の先駆者として村井弦斎、松崎以後、本山荻舟などがあらわれた。
浪曲を好み、自身でも巧みに演じることができた。
1934年（昭和9年）に56歳で死去。

## 著作
多くの作品が近代デジタルライブラリーで公開されている。
- 新聞記者修行（有楽社、1910年）
- 東京の女（隆文館、1910年）
- 甲州見聞記（磯部甲陽堂、1912年）
- 淪落の女（磯部甲陽堂、1912年）
- 女八人（磯部甲陽堂、1913年）
- 同棲十三年（磯部甲陽堂、1914年）
- 万年筆 社会観察（磯部甲陽堂、1914年）
- 青い酒と赤い恋（磯部甲陽堂、1915年）
- 恋と名と金と（弘学館、1915年）
- 人間世間（磯部甲陽堂、1915年）
- 犯罪哀話（佐藤出版部、1916年）
- 漂泊の男 流転の女（弘学館、1916年）
- 運命の影に（磯部甲陽堂、1917年）
- 温泉巡礼記（磯部甲陽堂、1918年）
- 歓楽の底より（磯部甲陽堂、1918年）
- 女人崇拝（精禾堂、1920年）
- 闇路を辿る女（常磐堂書店、1923年）
- 人間秘話 記者懺悔（新作社、1924年）
- 諧謔四十男の悩み（近代文芸社、1924年）
- 銀座（銀ぶらガイド社、1927年）
- 人間見物（騒人社書局、1927年）
- 旅行気分山水行脚（三水社、1928年）
- 裏面暗面実話（「明治大正実話全集」第12巻、平凡社、1929年）
- 都新聞論（「綜合ヂャーナリズム講座」第4巻所収、内外社、1931年）
- 三都喰べある記（誠文堂、1932年）

## 音源
- 浪花節漫談（上）（下）（オデオンレコード、1931年1月、U-2168）[5]

## 文献
- 後藤正人『松崎天民の半生涯と探訪記 友愛と正義の社会部記者』（和泉選書、2006年）
- 坪内祐三『探訪記者松崎天民』（筑摩書房、2011年）

## その他
岡山県鏡野町の奥津温泉に歌碑がある。亡くなる前年に詠んだもの。
奥津湯の情あつきに一夜寝て雪に明けたる今朝のよろしき